# Leucospis tricolor
Leucospis tricolor är en stekelart som beskrevs av Kirby 1883. Leucospis tricolor ingår i släktet Leucospis och familjen Leucospidae. Inga underarter finns listade i Catalogue of Life.